# Matriz de Mckinsey
La Matriz de McKinsey es una herramienta desarrollada por la consultora estratégica homónima, y data de principios de la década de 1970.

## Historia
También se suele conocer como la Pantalla de Negocios de General Electric, puesto que se desarrolló inicialmente para evaluar la cartera de negocios de dicho conglomerado estadounidense, que por aquel entonces contaba con cerca de 150 unidades estratégicas de análisis (UEA). General Electric, disponía entonces de demasiadas UEA como para tener un enfoque estratégico claro de cada una de ellas, por lo que solicitó a McKinsey ayuda para configurar su cartera de negocios y decidir en cuales invertir, en cuales mantenerse y en cuales liquidar.

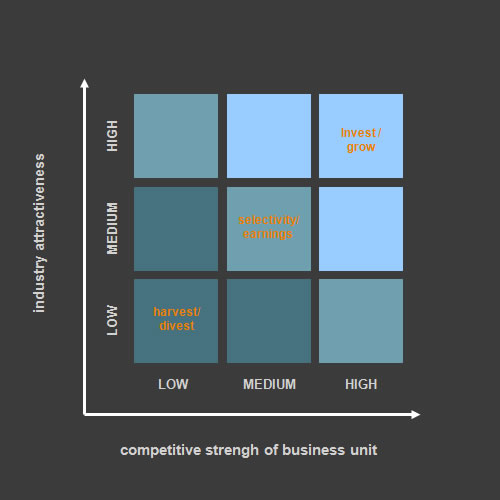
Matriz de McKinsey simplificada.

Existen distintas variantes de la Matriz de McKinsey, y cada una suele ordenar los ejes de diferentes maneras, aunque siempre se trata de una matriz de 9 celdas, con un eje representando el grado de atractivo del mercado (bajo/medio/alto), y otro la fortaleza de una unidad de negocio (baja/media/alta). El eje de abscisas mide normalmente la posición competitiva de una Unidad Estratégica de Análisis, mientras que el eje de ordenadas mide la rentabilidad de dicha UEA.
En sus 9 celdas se posicionan diversos gráficos circulares (de tarta) con un tamaño variable. Cada uno de ellos representa una Unidad Estratégica de Análisis de todas las que componen la cartera de negocios. Por un lado el tamaño del círculo representa el tamaño del mercado (cuanto mayor sea el mercado, mayor será el círculo), y por otro lado el círculo se convierte en un gráfico de tarta donde se representa la cuota de mercado de la empresa en dicha UEA. El análisis se completa en ocasiones con flechas que salen de los gráficos de tarta, indicando la evolución futura esperada de dicha UEA.
La Matriz de McKinsey complementa y mejora la del Boston Consulting Group y, casi treinta años después de su invención, sigue siendo una de las herramientas estratégicas más utilizadas a la hora de identificar y evaluar el conjunto de actividades de una empresa.

## La Herramienta
En primer lugar, la matriz tal y como la describe actualmente McKinsey en McKinsey Quarterly (enlace roto disponible en Internet Archive; véase el historial, la primera versión y la última).. Se trata de un modelo simplificado del original. Existen tres áreas de distintos colores. Las áreas de negocio o UEA con mayor fortaleza y situadas en sectores más atractivos invest/grow, requieren enfocar la mayor inversión posible para alcanzar un rápido crecimiento. Las áreas de negocio o UEA con menor fortaleza y en sectores menos rentables harvest/divest, aconsejan su venta o desinversiones progresivas. En un término medio selectivity/earnings se hallan las UEA en las que merece la pena invertir, aunque de manera selectiva.
A continuación se muestra la matriz original, más compleja. Dependiendo del cuadrante en el que se encuentre una unidad estratégica, McKinsey hace unas recomendaciones distintas que van desde potenciar al máximo una unidad de negocio hasta abandonarla por completo.
En la matriz se muestran cuatro círculos que representan cuatro UEA distintas. EL tamaño del círculo es el tamaño del mercado, y el trozo de tarta representa la cuota de la empresa en dicho mercado. Las flechas suponen la evolución esperada de dicha UEA.

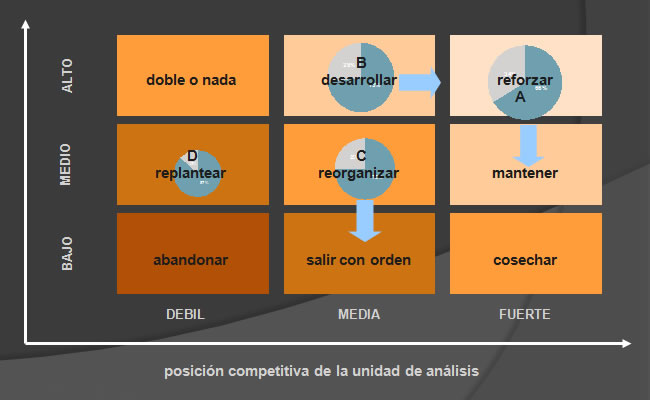
Matriz de McKinsey (original).